# فرناندو كورباتو
فرناندو كورباتو (بالإنجليزية: Fernando J. Corbató) ولد في 1 يوليو 1926 عالم حاسوب أمريكي، اشتهر في مجال علم الحاسوب، فاز بجائزة تورنغ في عام 1990.
حصل كورباتو على درجة البكالوريوس (1950) في الفيزياء من معهد كاليفورنيا للتكنولوجيا ودكتوراه (1956) في الفيزياء من معهد ماساتشوستس للتكنولوجيا (MIT). بعد الانتهاء من دراسته، التحق كورباتو بمركزMIT Computation Center في الفترة ما بين (1956-1966) ، وشغل منصب أستاذ من عام 1962 حتى تقاعده في عام 1996 ، حيث كان حينها أستاذ فورد للهندسة.
كان كورباتو عضوًا مؤسسًا في مشروع Mac ، الذي مولته وكالة مشاريع الأبحاث الدفاعية المتقدمة ( DARPA ) لإنشاء نظام كامل لمشاركة الوقت. تم بناء المشروع على نظام مشاركة الوقت المتوافق (CTSS) ، وهو برنامج أنشأه كورباتو في عام 1961 في معهد ماساتشوستس للتكنولوجيا، طور مشروع Mac الأجهزة اللازمة لتنفيذ CTSS، وتم تشغيل نظام مشاركة الوقت هذا على الإنترنت في عام 1963 وتم استخدامه في العديد من المواقع حول العالم حتى وصلت تصميمات الأجهزة الجديدة في عام 2000. كتاب كورباتو «نظام مشاركة الوقت المتوافق: دليل المبرمج» (1963) هو كتاب كلاسيكي.
تم انتخاب كورباتو لعضوية معهد الهندسة الكهربائية والإلكترونية (IEEE ؛ 1975) ، والأكاديمية الأمريكية للفنون والعلوم (1975) ، والأكاديمية الوطنية الأمريكية للهندسة (1976) ، والجمعية الأمريكية لتقدم العلوم (1982) . بالإضافة إلى جائزة تورنغ ، تم تكريم كورباتو بجائزة NEC Corporation للكمبيوتر والاتصالات ، وجائزة IEEE Computer Society W. Wallace McDowell ، وجائزة Harry Goode التذكارية من الاتحاد الأمريكي لجمعيات معالجة المعلومات ، وجائزة IEEE Computing Society Computer Pioneer Award.